# James Hayman (écrivain)
Pour l’article homonyme, voir James Hayman.
Œuvres principales
Série Amanda
James Hayman, né à Brooklyn et élevé à Manhattan, à New-York, est auteur américain de roman policier. 

## Biographie
Après avoir consacré plus de vingt ans de carrière à écrire des publicités télévisés, il déménage dans le Maine en 2001 pour se consacrer à l'écriture. Il publie pour la première fois en 2009 L'Écorcheur de Portland, premier d'une série mettant en scène l'inspecteur McCabe, traduit en une demi-douzaine de langues et vendu dans le monde entier. 
Diplômé de l'université Brown, il vit avec sa femme à Portland, Maine, où il se consacre à sa carrière d'écrivain.

## Œuvres

### Série de l'inspecteur McCabe
- Donne-moi ton cœur (The Cutting), L'Archipel, 2013, réédition sous le titre L'Écorcheur de Porland , Archipoche, 2014[3]
- Glacé comme la mort (The Chill of Night), L'Archipel, 2016[4]
- Darkness First (2013)